# Torralba de Aragón
Torralba de Aragón – gmina w Hiszpanii, w prowincji Huesca, w Aragonii, o powierzchni 40,39 km². W 2011 roku gmina liczyła 110 mieszkańców.